# Stéphane Layani
Pour les articles homonymes, voir Layani.
Stéphane Layani (né en 1960) est un haut fonctionnaire français.
Depuis 2012, il préside la SEMMARIS, société qui gère le marché d'intérêt national de Rungis.

## Biographie

### Formation
Né le 24 août 1960 à Alger, en Algérie française, Stéphane Layani est ancien élève de l'Institut d'études politiques de Paris et de l'École nationale d'administration (promotion Léon-Gambetta, 1991-1993). Il est aussi titulaire d'un diplôme d'études approfondies en droit public.

### Parcours professionnel
À sa sortie de l'ENA, il intègre le corps des administrateurs civils et entre au ministère de l'Économie et des Finances en tant que Commissaire de la Concurrence. Puis, il rejoint le centre de formation continue de la Direction Générale de la Concurrence et de la Répression des Fraudes pour y enseigner le nouveau droit de la concurrence. 
En 1993, il crée le Comité Économique du Médicament et occupe le poste de Secrétaire général de ce comité chargé de fixer les prix des médicaments remboursés.
En 1997, Stéphane Layani intègre la Commission Européenne pour y travailler et participe à la mise en place du premier accord européen Distribution-Consommation, dans le cadre du passage à l’Euro[source insuffisante]. Deux ans plus tard, il entre au cabinet du ministre chargé des PME et du Commerce à Bercy. 
Stéphane Layani rejoint la Direction des Entreprises Commerciales, Artisanales et de Service en 2002, où il exerce les fonctions de sous-directeur du budget et des réseaux consulaires. Durant les trois années où il tient ce poste, il est responsable des réseaux des Chambres de Commerce et d’Industrie et Chambre des métiers et de l’artisanat, dont il participe à la réforme. Il est affecté à l’Inspection Générale des Finances entre 2005 et 2006. Il est en particulier chargé d’une mission relative aux problèmes liés à la filière de la pêche et aux questions agricoles et conduit un audit du fonds de prévention des aléas de la pêche.
En septembre 2006, Stéphane Layani est nommé directeur général de l’Agence nationale pour la garantie des droits des mineurs (ANGDM), un organisme qui a pour mission de veiller aux suites de la liquidation de charbonnages de France et verse les nombreuses prestations accordées aux 185 000 mineurs à la retraite ou encore en activité. Depuis le 1er juin 2012, Stéphane Layani a été désigné PDG de la Semmaris par le Conseil d’Administration de cette société, et se trouve donc à la tête du Marché International de Rungis[source insuffisante].
Ce dernier était présent aux côtés d’Emmanuel Macron et de sa délégation lors de la visite du président Emmanuel Macron au salon de l’agriculture 2024.

### Vie privée
Il est l'époux de Marie-Anne Barbat-Layani, qu'il a rencontrée à l'ENA.

## Décoration
En 2025 il c'est vu remettre la médaille des réservistes volontaires de la défense et de la sécurité intérieure échelon bronze.
En 2014, Stéphane Layani est nommé chevalier de la Légion d'honneur par Emmanuel Macron,, dont il est un ami proche,.

### Sources
- Valérie Landrieu, « Stéphane Layani : gros poisson à Rungis », sur lesechos.fr, 31 mai 2012.
- Éric de La Chesnais, « Stéphane Layani, le roi de Rungis », Le Figaro,‎ 13 décembre 2015 (lire en ligne).